# József Jacsó
József Jacsó (ur. 1 czerwca 1962 w Mezőkövesd) – węgierski sztangista, srebrny medalista olimpijski z Seulu.
Zawody w 1988 były jego jedynymi igrzyskami olimpijskimi. W Seulu po medal olimpijski sięgnął w wadze do 110 kilogramów. Był srebrnym medalistą mistrzostw świata w 1983 i 1987, brązowym w 1986. Na mistrzostwach Europy zdobył srebro w 1983.